# Hamad Al Fardan
Hamad Al Fardan, né le 29 juin 1987 à Manama (Bahreïn) est un pilote automobile bahreïnien.

## Résultats en compétition automobile
- 2004 : 
  - Formule BMW Asie : 8e
- 2005 : 
  - Formule BMW Asie : 3e, quatre victoires
  - Formule BMW World Final : 18e
- 2006 : 
  - Formule V6 Asie : 6e, une victoire
  - Toyota Racing Series : 13e, une victoire
  - Formule BMW Asie : 10e
- 2007 : 
  - Championnat de Grande-Bretagne de Formule 3 : 3e
  - Toyota Racing Series : 11e, une victoire.
- 2007-2008 :
  - Championnat d'Asie de Formule 3 : 4e, quatre victoires
- 2008 : 
  - ATS Formel 3 Cup : 11e
- 2008-2009 :
  - GP2 Asia Series : 20e
- 2009 : 
  - Formule V6 Asie : Champion, quatre victoires